# Сарчедо
Сарчѐдо (на италиански и на венециански: Sarcedo) е градче и община в Северна Италия, провинция Виченца, регион Венето. Разположено е на 157 m надморска височина. Населението на общината е 5271 души (към 2015 г.).